# Tamest
Tamest (în arabă تأماست) este o comună din provincia Adrar, Algeria.
Populația comunei este de 8.266 de locuitori (2008).